# 水野忠順

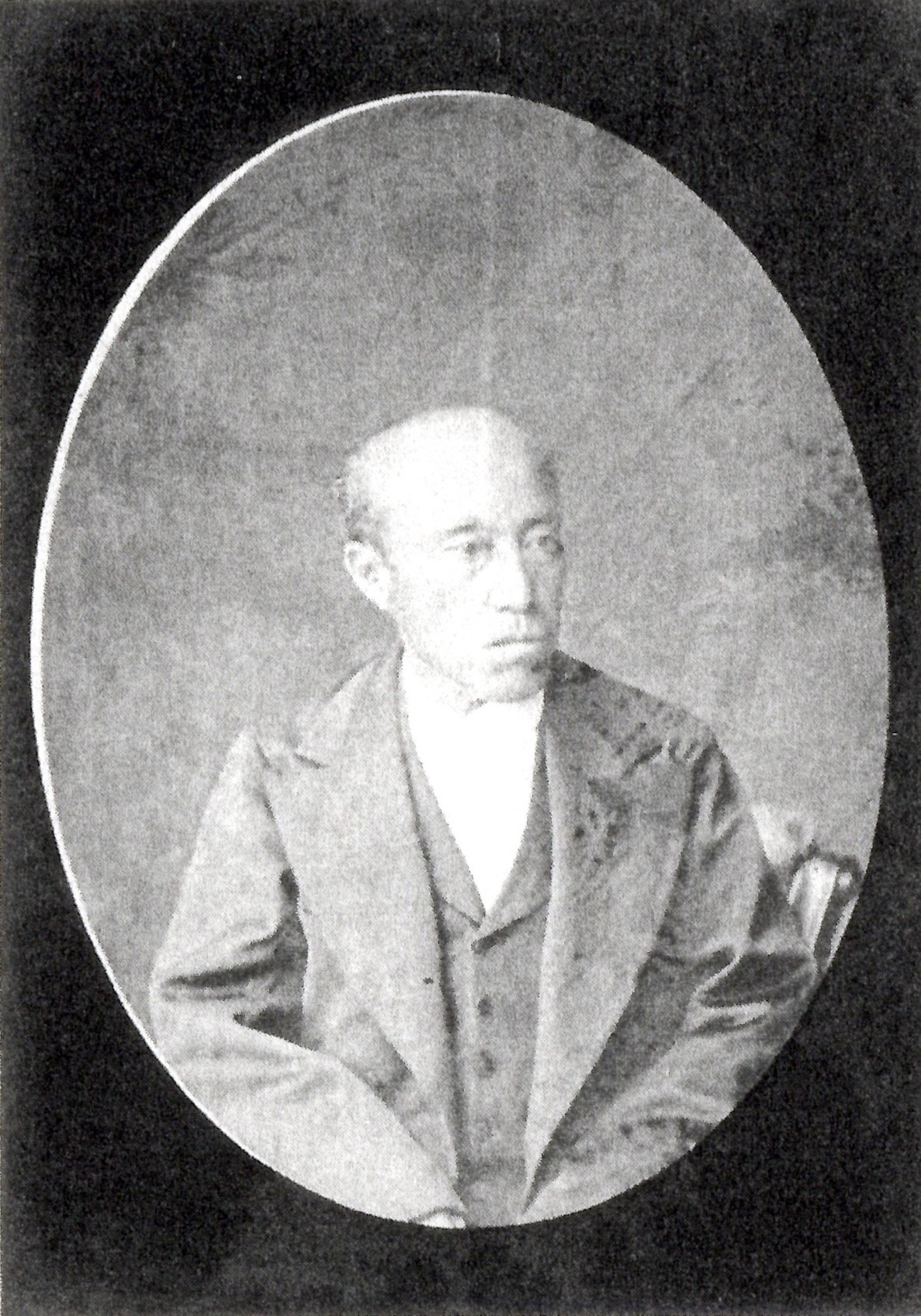
水野忠順

水野 忠順（みずの ただより、文政7年9月17日（1824年11月7日） - 明治17年（1884年）12月9日）は、江戸時代後期（幕末）の上総鶴牧藩の第3代（最後）の藩主、華族。忠位系水野家6代。従五位下、山城守、壱岐守、周防守、肥前守、子爵。正室は前田利之の三女・建子。養子に水野忠義、水野忠宝。

## 生涯
第2代藩主・水野忠実の次男として生まれる。天保11年（1840年）12月16日に従五位下・山城守に叙位・任官する。天保13年（1842年）、父の死去により家督を継ぎ、6月17日に壱岐守に遷任する。
嘉永元年（1848年）に奏者番に任じられる。嘉永7年（1854年）1月に周防守に遷任し、文久2年（1862年）3月に肥前守に遷任する。藩政では困窮者救済のために米を与えたり、学問を奨励して藩校・修来館を創設している。
慶応4年（1868年）の戊辰戦争では新政府に恭順する。しかし4月、鶴牧藩内の市原郡五井村で五井戦争が起こる。この不手際から明治元年（1868年）10月、安房国長狭や上総国夷隅・市原・埴生・長柄・山辺などの所領を上知され、代わって上総国市原・望陀両郡に新たな所領を与えられた。
明治2年（1869年）の版籍奉還で鶴牧藩知事に任じられる。忠順は官制・軍制改革を主とした藩政改革を行なったが、明治4年（1871年）7月の廃藩置県で藩知事を免官された。後に子爵となる。明治17年（1884年）12月9日に死去した。享年61。

## 家族
父母
- 水野忠実（父）

妻
- 前田建子 ー 前田利之の三女

養子
- 水野忠義
- 水野忠宝 ー 細川利永の子

| 日本の爵位 | 日本の爵位                     | 日本の爵位    |
| ---------- | ------------------------------ | ------------- |
| 先代 叙爵  | 子爵 （鶴牧）水野家初代 1884年 | 次代 水野忠宝 |